# Troglodyte flûtiste
Microcerculus ustulatus
Espèce
Statut de conservation UICN

 LC  : Préoccupation mineure
Le Troglodyte flûtiste (Microcerculus ustulatus) est une espèce d'oiseaux de la famille des Troglodytidae.
Son aire dissoute s'étend principalement à travers le Venezuela.

## Liste des taxons de rang inférieur
Liste des sous-espèces selon GBIF (29 août 2021) :
- Microcerculus ustulatus subsp. duidae Chapman, 1929
- Microcerculus ustulatus subsp. lunatipectus Zimmer & W.H.Phelps, 1946
- Microcerculus ustulatus subsp. obscurus Zimmer & W.H.Phelps, 1946
- Microcerculus ustulatus subsp. ustulatus

## Systématique
Le nom scientifique complet (avec auteur) de ce taxon est Microcerculus ustulatus Salvin & Godman, 1883.
Ce taxon porte en français le nom vernaculaire ou normalisé de Troglodyte flûtiste.